# Сидоров Валерій Миколайович
Валерій Миколайович Сидоров (15 липня 1959, Саратов) — радянський хокеїст, захисник.

## Спортивна кар'єра
Вихованець саратовської хокейної школи. За місцевий «Кристал» дебютував у сезоні 1976/77. Провів 9 матчів у чемпіонаті. У наступному сезоні тричі вражав ворота суперників в 44 іграх.
У чемпіонаті 1978/79 дебютував у складі київського «Сокола». Бронзовий призер чемпіонату СРСР 1984/85. За киян виступав протягом десяти років. Всього провів за «Сокіл» у вищій лізі чемпіонату СРСР 270 матчів, закинув 17 шайб.
В сезоні 1987/88 перейшов до команди першої ліги «Лада» (Тольятті), за яку виступав п'ять років. В подальшому захищав кольори клубів «Кристал» (Саратов), «Гендорф» (Німеччина), «Дамфріс Вікінгс» (Велика Британія), АТЕК (Київ) і «Амур» (Хабаровськ).
Всього у вищій лізі чемпіонату СРСР і Міжнаціональній хокейній лізі провів 336 матчів, закинув 23 шайби, зробив 17 результативних передач.

## Статистика
| Сезон             | Команда           | Ліга              | І   | Г  | П  | 0  | Штр |
| ----------------- | ----------------- | ----------------- | --- | -- | -- | -- | --- |
| 1978/79           | «Сокіл» (Київ)    | вища              | 21  | 0  | 3  | 3  | 24  |
| 1979/80           | «Сокіл» (Київ)    | вища              | 43  | 2  | 1  | 3  | 27  |
| 1980/81           | «Сокіл» (Київ)    | вища              | 48  | 8  | 4  | 12 | 69  |
| 1981/82           | «Сокіл» (Київ)    | вища              | 12  | 2  | 1  | 3  | 18  |
| 1983/84           | «Сокіл» (Київ)    | вища              | 27  | 2  | 1  | 3  | 12  |
| 1984/85           | «Сокіл» (Київ)    | вища              | 32  | 1  | 0  | 1  | 14  |
| 1985/86           | «Сокіл» (Київ)    | вища              | 35  | 1  | 2  | 3  | 26  |
| 1986/87           | «Сокіл» (Київ)    | вища              | 34  | 1  | 3  | 4  | 22  |
| 1987/88           | «Сокіл» (Київ)    | вища              | 18  | 0  | 0  | 0  | 14  |
| Усього за «Сокіл» | Усього за «Сокіл» | Усього за «Сокіл» | 270 | 17 | 15 | 32 | 226 |